# Эддисон, Майлз
Майлз Вивьен Эддисон (англ. Miles Vivien Esifi Addison; род. 7 января 1989, Ньюэм, Большой Лондон) — английский футболист, защитник.

## Клубная карьера
Эддисон — воспитанник клуба «Дерби Каунти». Попал в состав при исполняющем обязанности главного тренера Терри Уэсли, который тренировал Майлза в молодёжной и резервной команде. 17 апреля 2006 года в матче против «Халл Сити» он дебютировал в английском Чемпионшипе, выйдя в паре защитников вместе с Левином Ньятангой. Он также появился на поле в следующем туре против «Ипсвич Таун».
После назначения главным тренером Билли Дэвиса, Эддисон был исключён из первой команды и не выходил на поле до увольнения Дэвиса, после чего его помощник Пол Джуэл включил защитника в состав на матч английской Премьер-лиги против «Блэкберн Роверс». 15 февраля 2009 года в поединке Кубка Англии против «Манчестер Юнайтед» он забил первый гол за «баранов».
24 июня 2011 года Эддисон на правах шестимесячной аренды стал игроком клуба «Барнсли», выступавшим в Чемпионшипе. В матче первого тура против «Ноттингем Форест» он дебютировал за новый клуб.
Однако, на протяжении всего срока аренды Майлз боролся за место в основном составе. Несмотря на это, арендное соглашения с игроком было продлено до 28 января 2012 года. Защитник вернулся в расположение «Дерби» в январе 2012 года, сыграв за «Барнсли» 13 матчей, в 11 из которых выходил в стартовом составе.
После аренды в «Барнсли» Эддисон стал меньше появляться в стартовом составе из-за хорошей формы центральных защитников Шона Баркера и Джейсона Шэкелла. 21 февраля 2012 года Майлз на правах аренды перешёл команду Лиги 1 «Борнмут». Находясь в аренде, Эддисон отметил что готов к переходу в клуб на полноценной основе и назвал обращение с ним со стороны «Дерби» «странным».
25 февраля 2012 года Эддисон дебютировал в стартовом составе в проигранном матче против «Милтон-Кинс Донс». 10 марта 2012 года отметился автоголом против «Шеффилд Уэнсдей». В следующим матче против «Карлайл Юнайтед» Майлз забил свой первый гол за «Борнмут» и помог команде завоевать ничью, прервав серию «Борнмута» из пяти поражения . 13 апреля 2012 года в интервью, Эддисон подтвердил желание перейти в «Борнмут» на полноценной основе. По итогам сезона, Эддисон провёл за клуб 14 матчей, однако «вишни» завершили сезон на 11 месте, потеряв в апреле шансы на плей-офф.
После возвращения в расположение «Дерби Каунти», в свою очередь «Борнмут» заявил об заинтересованности в летнем трансфере игрока, в мая 2012 года Эддисон был внесён клубом в трансферный лист, так как до конца его контракта оставался год. Главный тренер «Дерби» Найджел Клаф, заявил что помимо Борнмута, интерес к игроку проявили несколько клубов Чемпионшипа.
12 июля 2012 года Аддисон перешел в «Борнмут» за неизвестную сумму. В начале сезона 2012/2013 Майлз был вторым игроком команды по количеству матчей после ухода Адама Барретта. С начала сезона до ноября, Эддисон выходил на поле с капитанской повязкой, кроме того он также сформировал пару в центре защиты с Томми Элфиком. До начала декабря, Эддисон продолжал быть капитаном команды, пока не выбыл из строя из-за травмы стопы. Первоначально прогнозировалось что восстановление займёт три-четыре недели, но в конечном итоге защитник пропустил все игры до конца сезона. Несмотря на это, Майлз провёл в составе команды 22 матча во всех турнирах, благодаря которым «Борнмут» заработал повышение в Чемпионшип на следующий сезон.
В двух последующих сезонах в составе «вишен», Эддисон стал чаще появляется на скамейке запасных. В конце сезона 2014/15 Майлз покинул клуб по окончании срока контракта.